# Lago Geisspfadsee

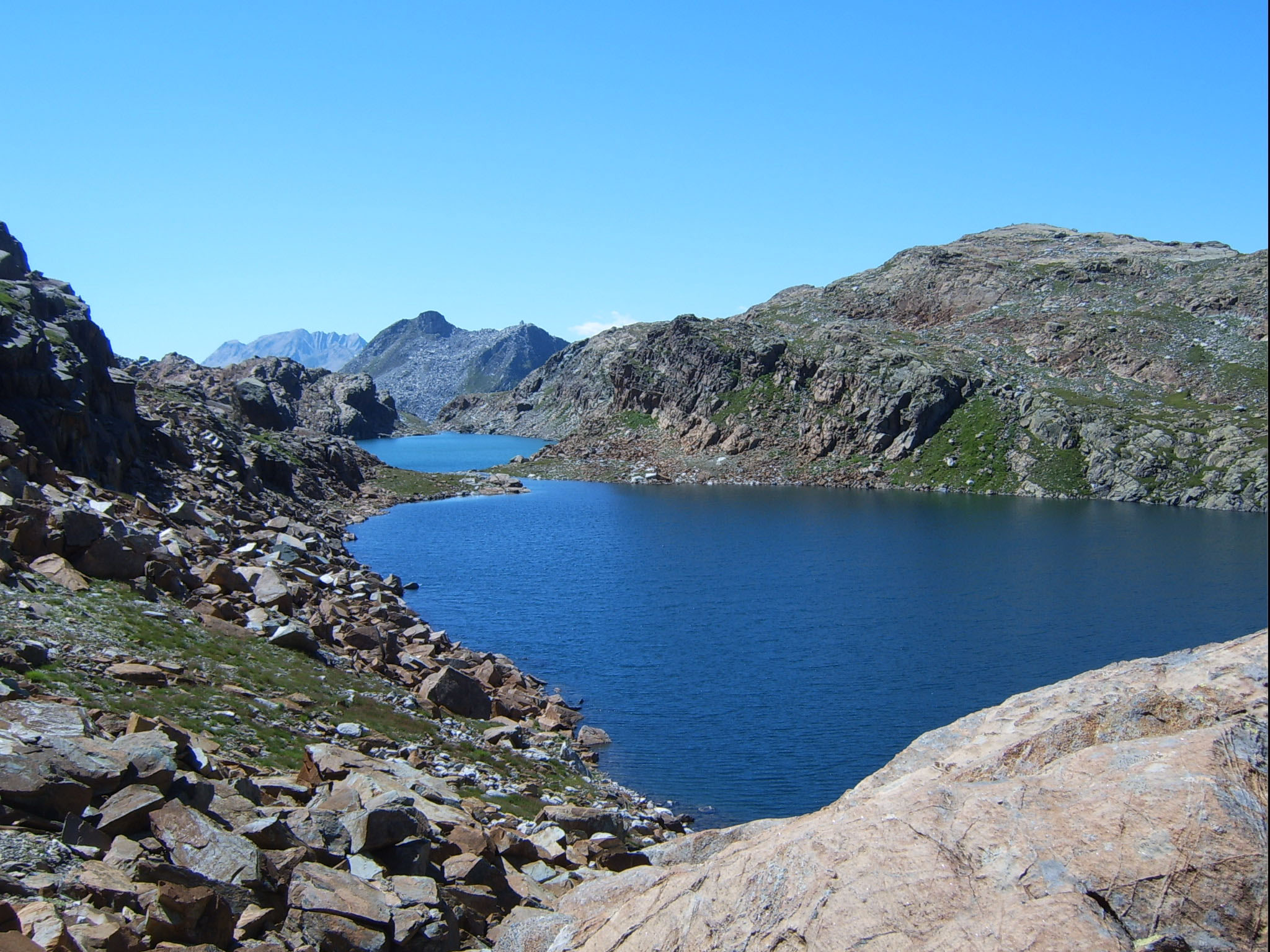
Imagem do Lago Geisspfadsee em Valais, Suíça

O Lago Geisspfadsee é um lago localizado em Valais, na Suíça. Tem uma superfície de 0,18 km². Este lago está localizado no município de Binn, a uma altitude de 2439 m.